# 大江川緑地
大江川緑地（おおえがわりょくち）は愛知県名古屋市南区にある公園。

## 概要
南区を流れる大江川の上流側およそ半分を暗渠化した上に植樹して緑地としたもので、元塩町六丁目から名鉄常滑線大江川橋梁までの約1.8キロメートル、約12ヘクタールの面積に75,000本を越える木々が植えられるとともに、サイクリングコースなどが整備されている。緑地の北側は住宅地、南側には大同特殊鋼や三井化学の工場があり、名古屋市初の緩衝緑地として設置された。
大江川周辺は江戸時代以降に開発された新田で、かつて両岸には田畑が広がっていたが、その後に周辺の宅地化や工業用地化が進んで水質が悪化したことに加えて、1959年（昭和34年）の伊勢湾台風による破堤で流域に大きな被害が出たことで、流域周辺住民の大江川埋め立てへの強い要望が出された。さらに南区において不足する公園の拡充を求める意見が多かったことから、1973年（昭和48年）度より暗渠・緑地化し、1979年（昭和54年）6月24日に供用を開始した。埋め立てにあたっては、水銀、シアンなど有害物質を含むヘドロは全面に渡って透水シートで覆い、そのうえに砂を厚手にまいてさらに不透水シートで覆って、その上に瓦礫を置いて最上部に良質な土で被覆した。なお、現状名鉄常滑線付近で途切れている緑地を河口まで延伸するための埋め立てが計画されている。
埋め立て事業に伴い、名古屋市は汚染物質の発生源たる企業二社に対し、公害防止事業費事業者負担法に基づいて事業費約28億円の一部（11億円）を負担させたが、これも緩衝緑地の設置と相まって名古屋市では初めての事例である。

## 問題点
有害物質を含むヘドロは依然、緑地の下にあることから、有害物質が地下水に染み出す可能性や東南海地震発生のあかつきには液状化して表面化することが懸念されている。

## アクセス
- 名古屋鉄道（名鉄）
  - 名古屋本線 本星崎駅から徒歩で約15分。
  - 常滑線 大同町駅から徒歩で約10分。
- 名古屋市営バス
  - 神宮15系統：「港東橋」「大同町」バス停下車。
  - 神宮12系統：「元塩町」「丹後通」バス停下車。
  - 新瑞13系統：「星崎町」バス停下車。

## 周辺の施設
- 大同大学
- 大同大学大同高等学校

## 施設外観

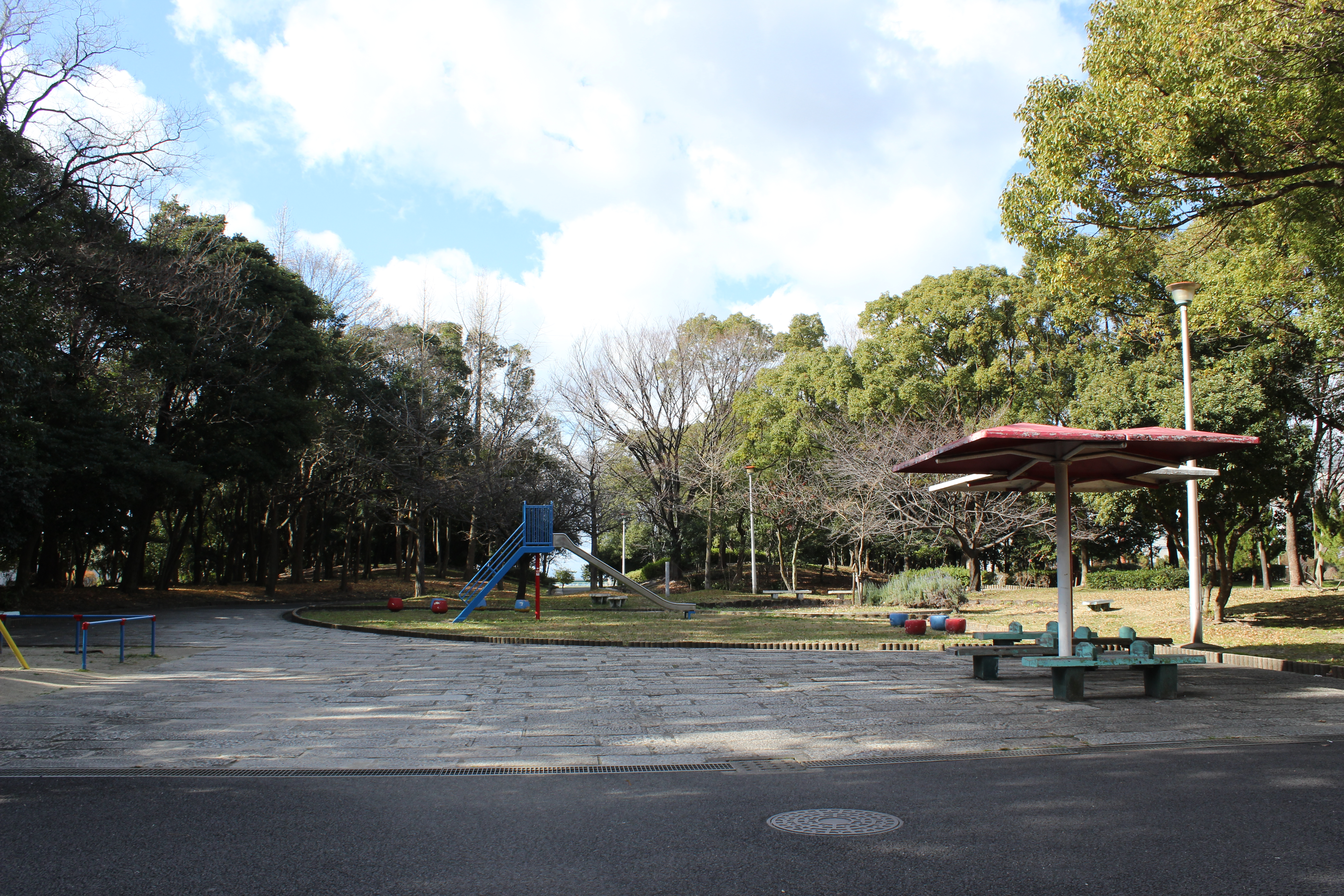
遊具広場
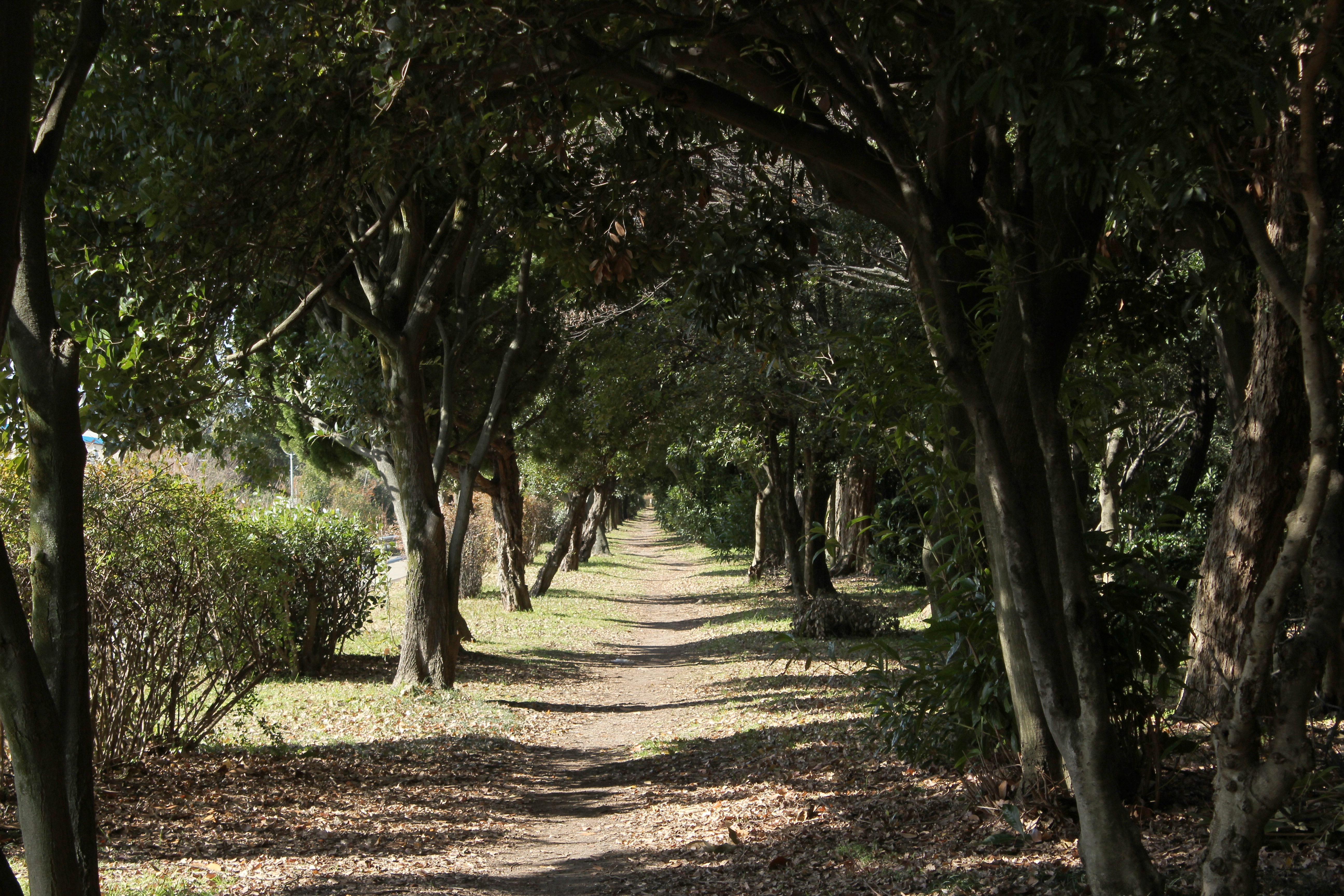
緑多い道
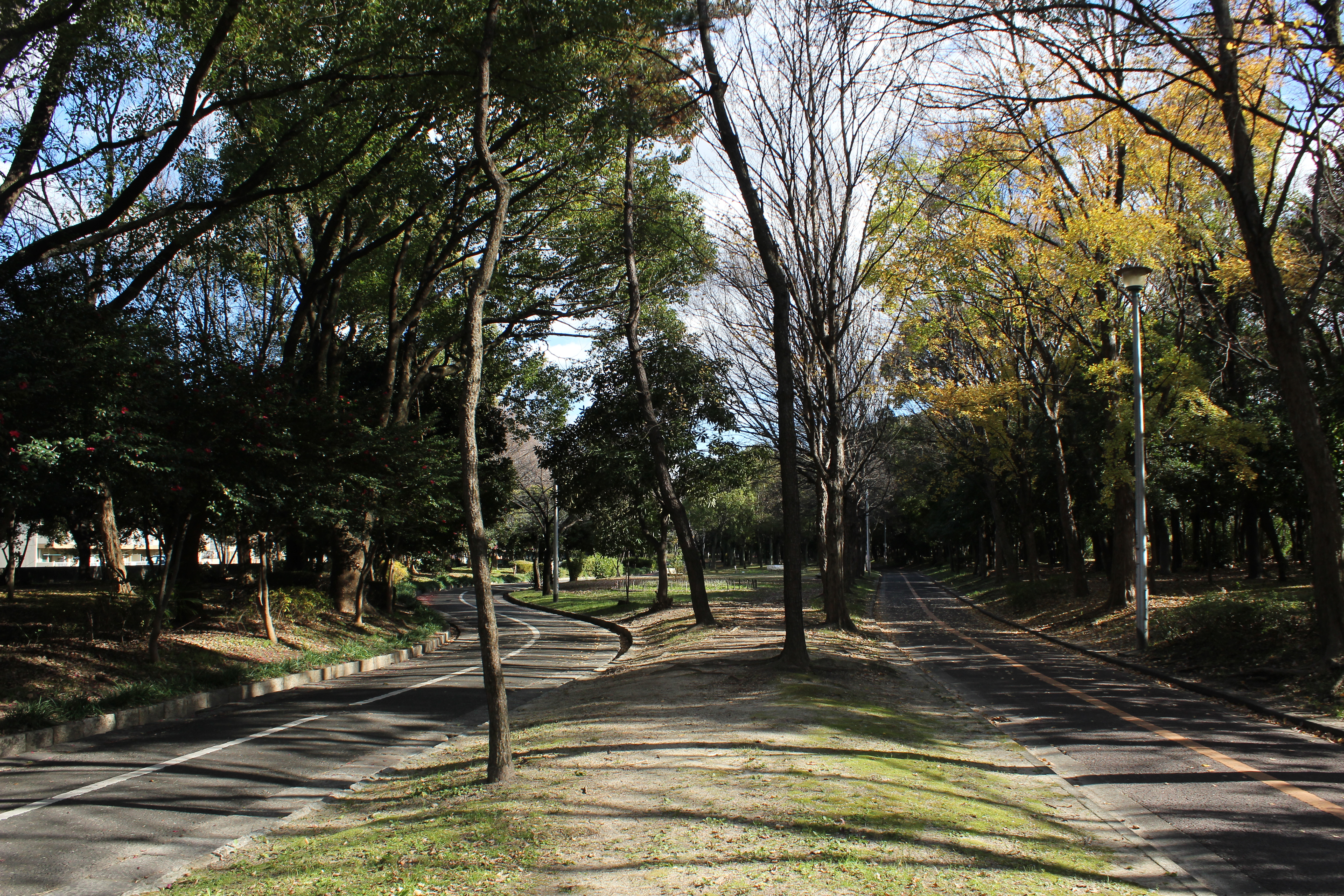
サイクリングロード
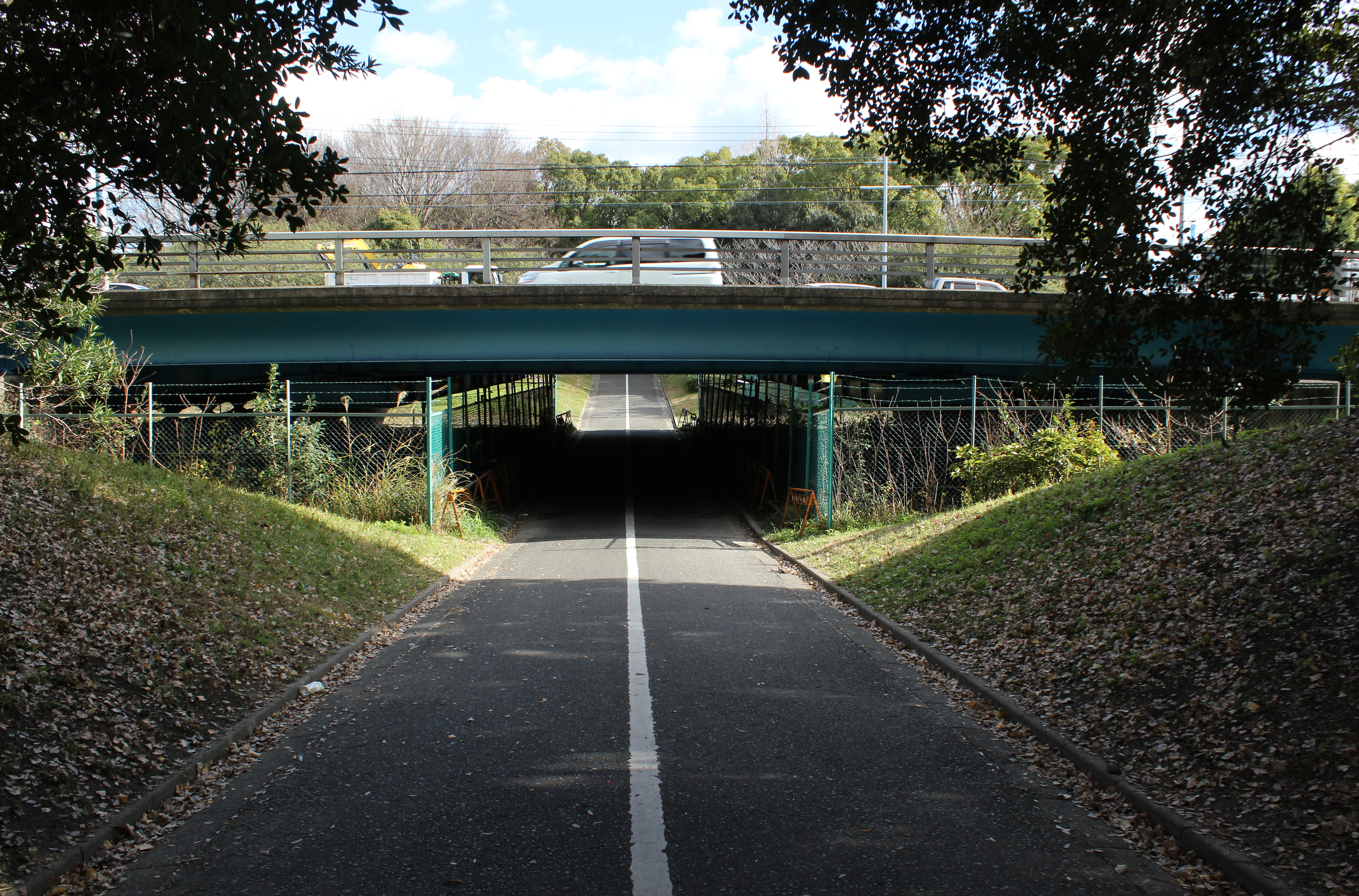
国道247号を挟む
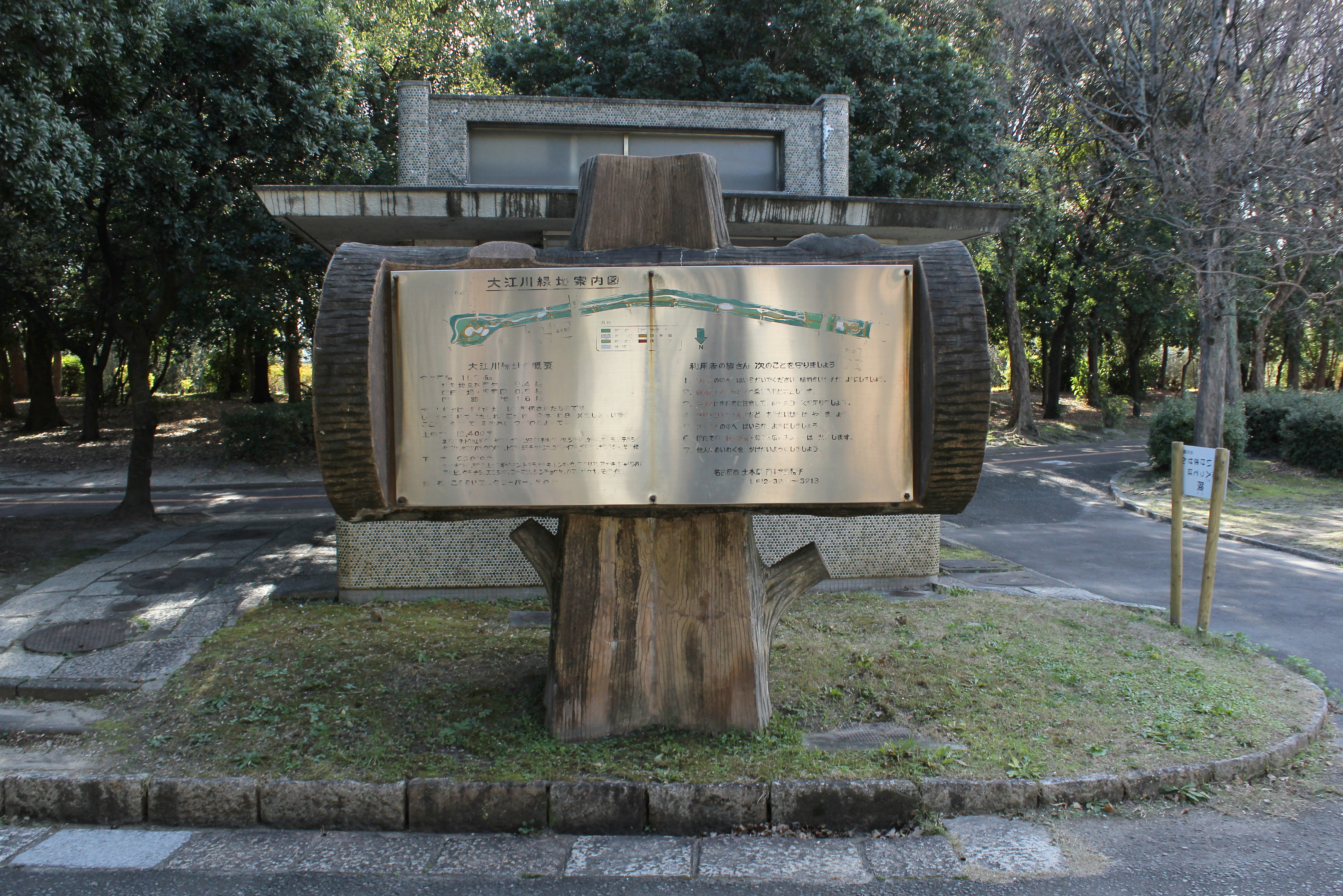
案内図
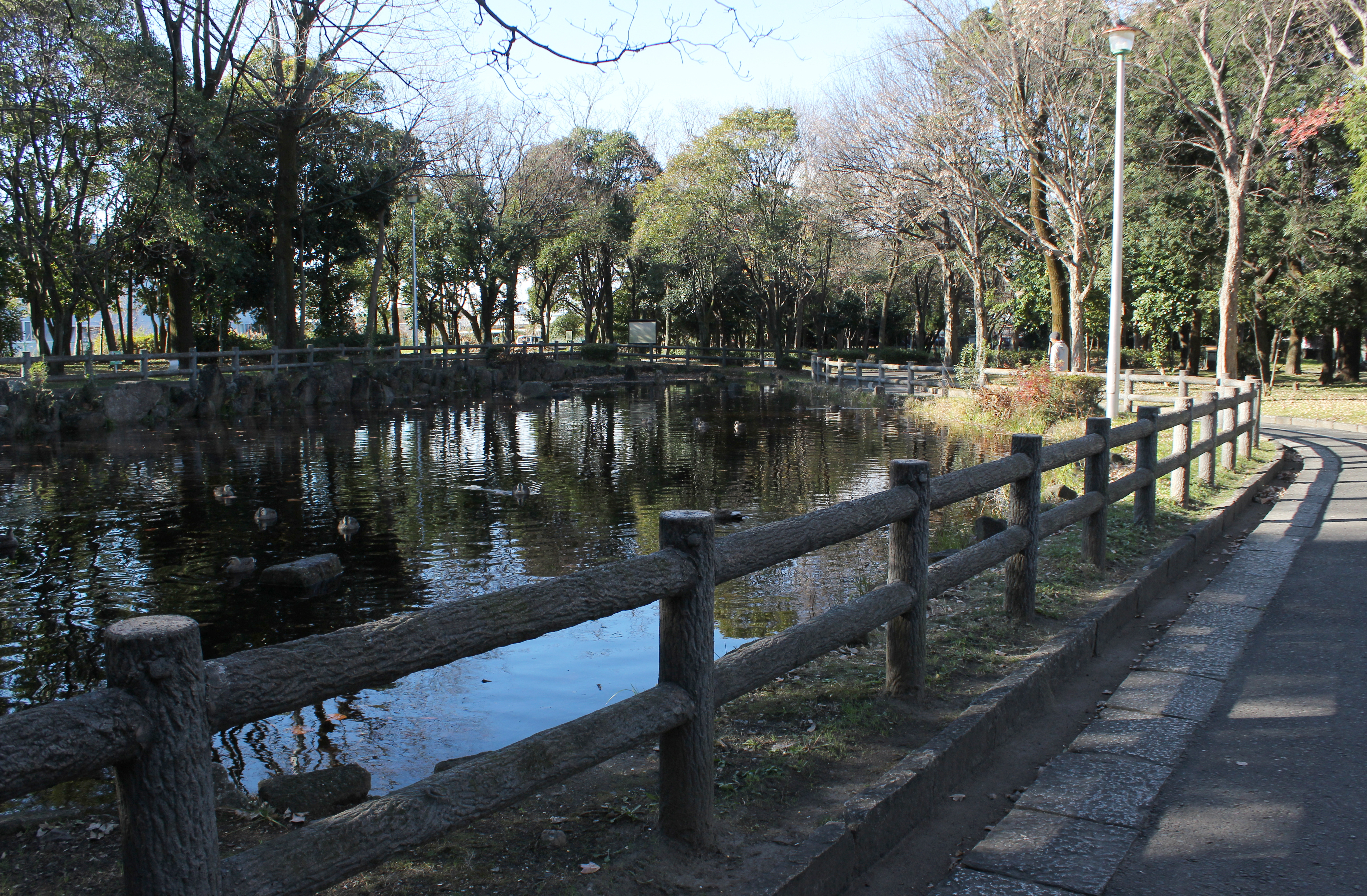
池
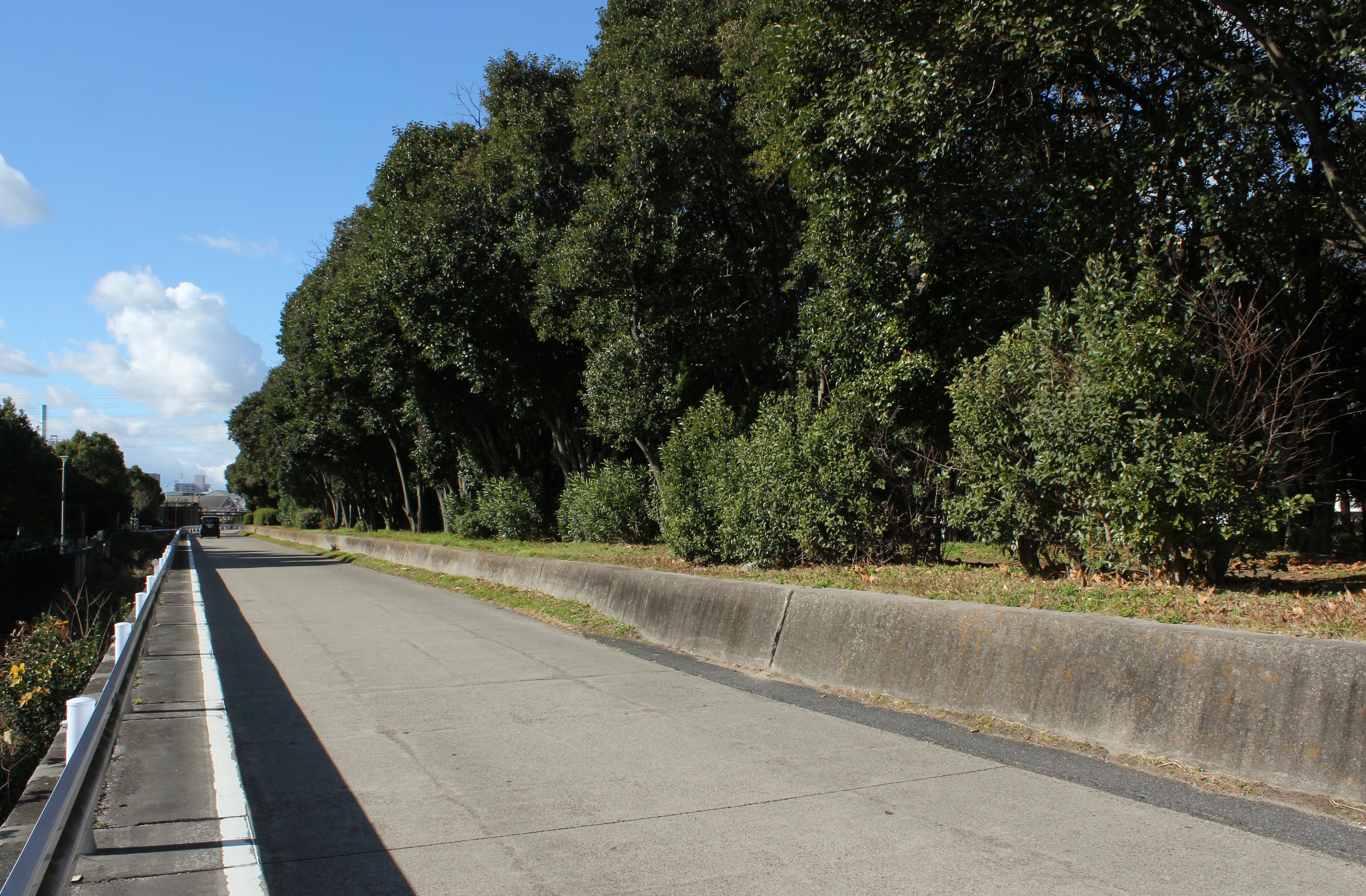
堤防があることで昔は川だったことがわかる
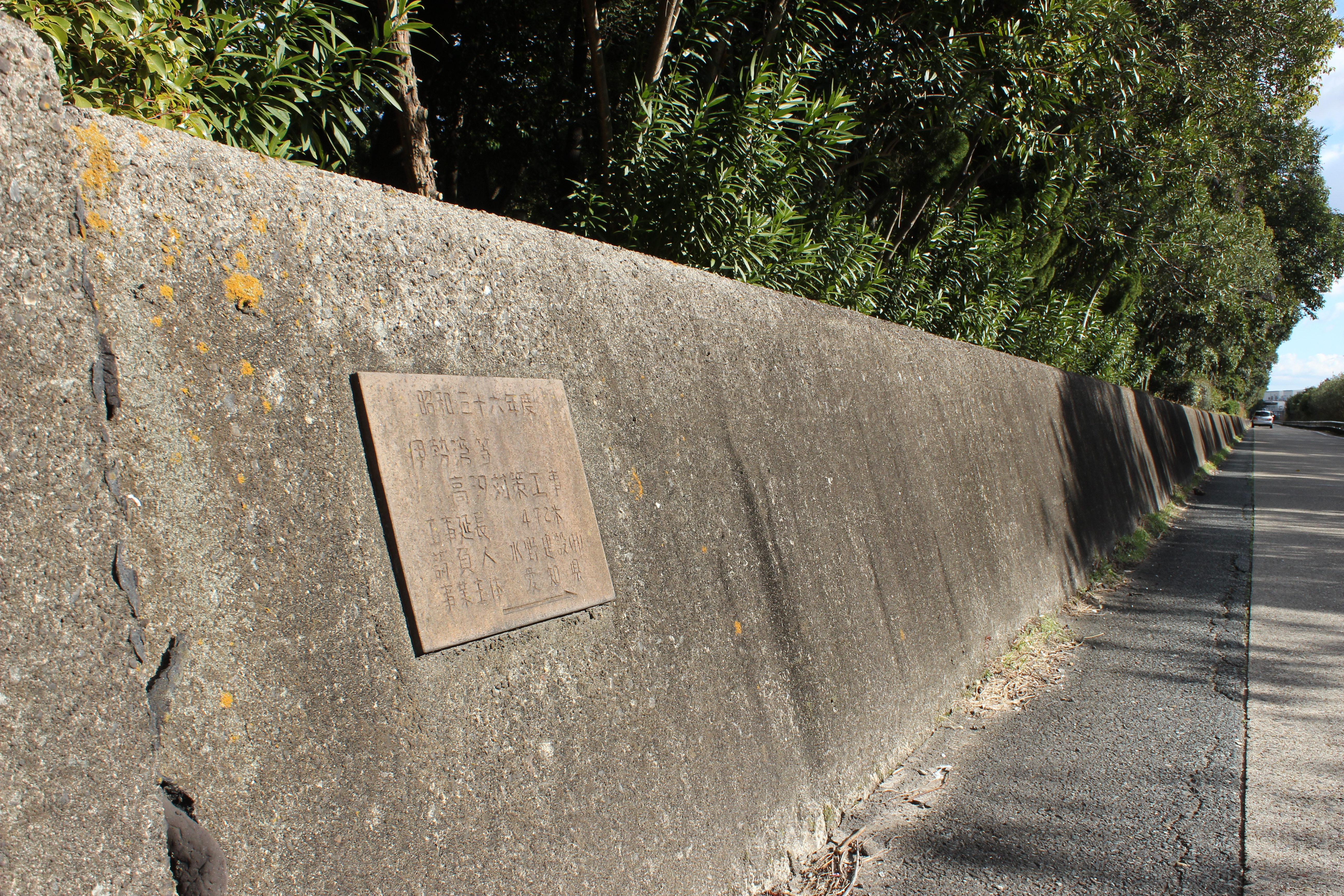
高潮対策として堤防が設置されたことを示す銘板
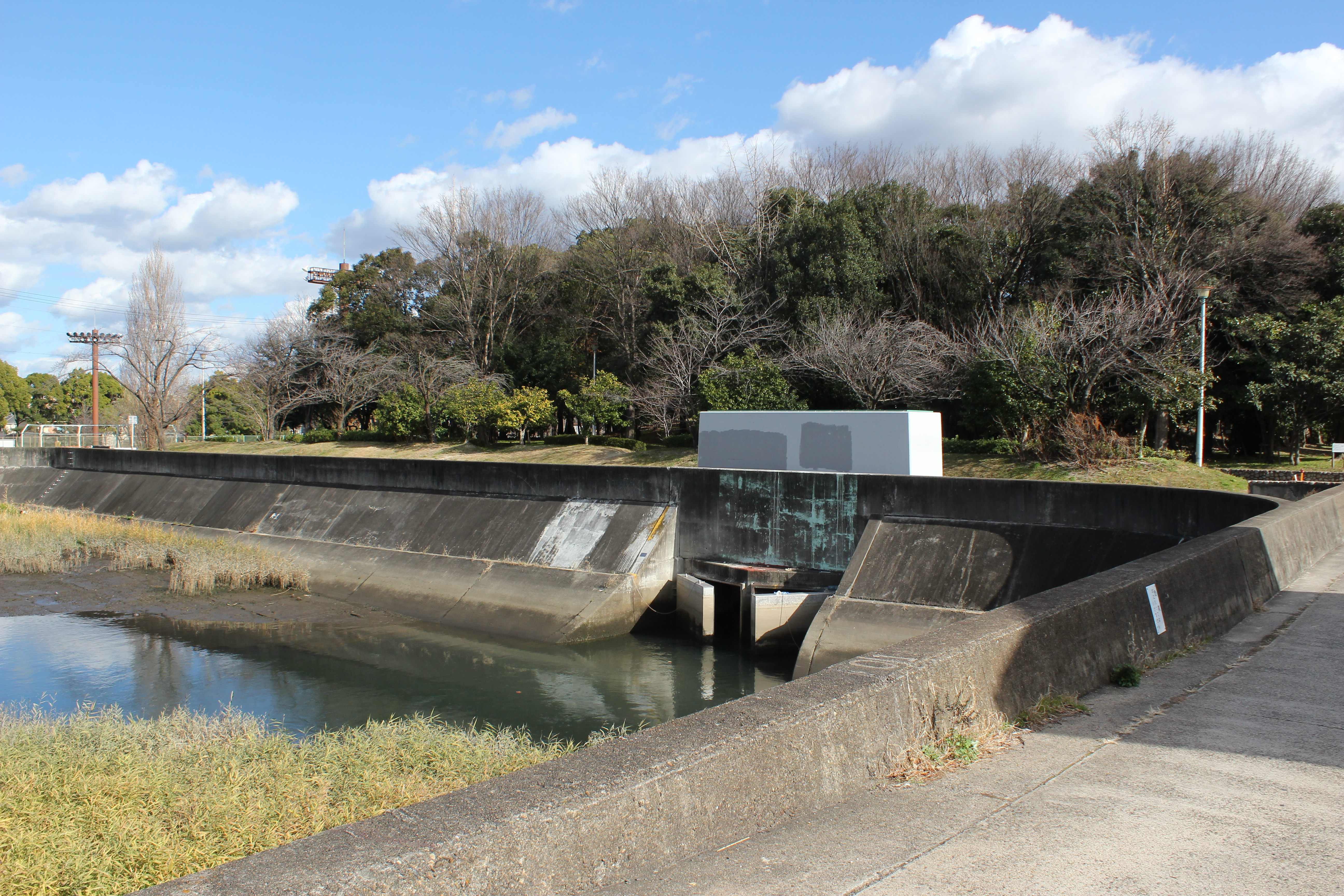
下流側の末端部。名鉄常滑線が近くを走る。
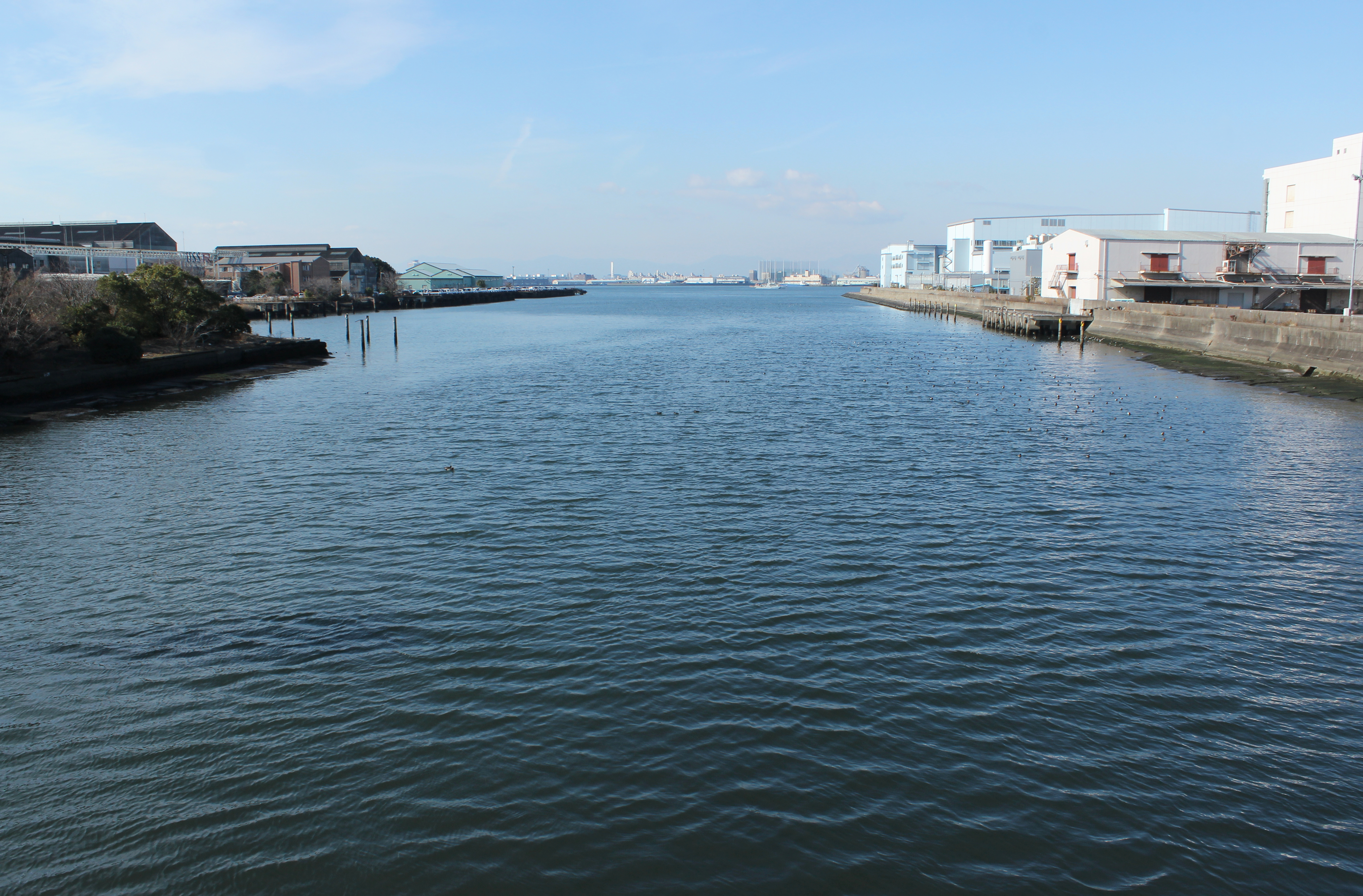
大江川の港部分。将来の埋め立てが計画されている。